# Rainer Kessler
Rainer Kessler (* 1. November 1944 in Lindschied bei Bad Schwalbach) war von 1993 bis 2010 Professor für Evangelische Theologie mit dem Fachgebiet Altes Testament an der Universität Marburg.

## Studium und theologische Ausbildung
Nach dem Abitur in Karlsruhe absolvierte Rainer Kessler von 1964 bis 1969 ein Studium der evangelischen Theologie an den Universitäten Mainz, Hamburg und Heidelberg, das er mit dem Ersten Theologischen Examen abschloss. Die Promotion folgte 1972 an der Universität Heidelberg und 1974 das Zweite Theologische Examen. Nach der Ordination war Rainer Kessler ein halbes Jahr Pfarrvikar in Worms.

## Umorientierung
Ende 1975 trat Rainer Kessler als Pfarrer und gleichzeitiges Mitglied des maoistischen Kommunistischen Bundes Westdeutschland aus der Evangelischen Kirche in Hessen und Nassau (EKHN) aus, weil sie „am Fortbestand der Klassengesellschaft interessiert sei“, er aber nicht „als Pfarrer für das Volk handeln, sondern an seiner Seite kämpfen (wolle)“. Zum Kirchenaustritt von Rainer Kessler veranstaltete die „Kommunistische Gruppe Worms“, die örtliche Sympathisantengruppe des KBW, eine Veranstaltung „Für Trennung von Kirche und Staat“.

## Karriere
1983 trat Rainer Kessler wieder in den kirchlichen Dienst ein. Von 1987 bis 1991 war er Wissenschaftlicher Assistent an der Kirchlichen Hochschule Bethel (Bielefeld), wo er 1991 für das Fach „Altes Testament“ habilitiert wurde. Danach war er zwei Jahre als Pfarrer der Evangelischen Kirche in Hessen und Nassau und Privatdozent in Frankfurt am Main tätig, bis er 1993 eine Professur für Altes Testament an der Philipps-Universität Marburg erhielt. Seine Emeritierung erfolgte im Jahr 2010. Gastveranstaltungen führten ihn 2003 nach Bogotá und 2005 nach Stellenbosch.
Die Spezialgebiete Rainer Kesslers sind Sozialgeschichte des Alten Testaments, Prophetie und Hermeneutik. Außer einigen Büchern hat er zahlreiche Beiträge für Handbücher und Festschriften verfasst sowie Aufsätze in wissenschaftlichen Zeitschriften veröffentlicht.
Er ist auch für einige Texte in der BigS verantwortlich.

## Veröffentlichungen
- Der Weg zum Leben: Ethik des Alten Testaments. Gütersloher Verlagshaus, Gütersloh 2017, ISBN 3-579-08135-7
- Staat und Gesellschaft im vorexilischen Juda : vom 8. Jahrhundert bis zum Exil, Leiden (Brill) 1992 (überarbeitete Fassung der Habilitationsschrift, Bethel 1990), ISBN 90-04-09646-9
- Micha (Übersetzung und Auslegung, in der Reihe Herders Theologischer Kommentar zum Alten Testament), Freiburg im Breisgau (Herder) 2. Aufl. 2000, ISBN 3-451-26849-3
- Rainer Kessler, Patrick Vandermeersch: God, biblical stories and psychoanalytic understanding, Frankfurt am Main (Lang) 2001, ISBN 0-8204-5366-8
- Die Ägyptenbilder der Hebräischen Bibel. Ein Beitrag zur neueren Monotheismusdebatte, Stuttgart (KBW, Katholisches Bibelwerk; Stuttgarter Bibelstudien 197) 2002, ISBN 3-460-04971-5
- Sozialgeschichte des alten Israel. Eine Einführung, Darmstadt (Wissenschaftliche Buchgesellschaft) 2006, ISBN 3-534-15917-9
- Gotteserdung. Beiträge zur Hermeneutik und Exegese der Hebräischen Bibel, Stuttgart (Kohlhammer) 2006, ISBN 3-17-019332-5
- Samuel. Priester und Richter, Königsmacher und Prophet, Leipzig (Evangelische Verlagsanstalt) 2007, ISBN 3-374-02578-1, ISBN 978-3-374-02578-7
- Studien zur Sozialgeschichte Israels, Stuttgart (Katholisches Bibelwerk; Stuttgarter biblische Aufsatzbände; 46: Altes Testament) 2009, ISBN 978-3-460-06461-4
- Maleachi (Übersetzung und Auslegung, in der Reihe Herders Theologischer Kommentar zum Alten Testament), Freiburg im Breisgau (Herder) 2011, ISBN 978-3-451-26854-0
- Rainer Kessler verfasste zahlreiche Artikel im Biographisch-Bibliographischen Kirchenlexikon (BBKL)